# Erynnis funeralis
Erynnis funeralis là một loài bướm ngày thuộc họ Hesperiidae. Nó được tìm thấy ở miền nam California, Arizona, New Mexico và Texas, phía nam đến Argentina. Tuy nhiên nó cũng có thể tìm thấy ở phía bắc từ miền bắc Illinois, đông bắc Nebraska, trung tâm Colorado, miền nam Nevada và trung tâm California.

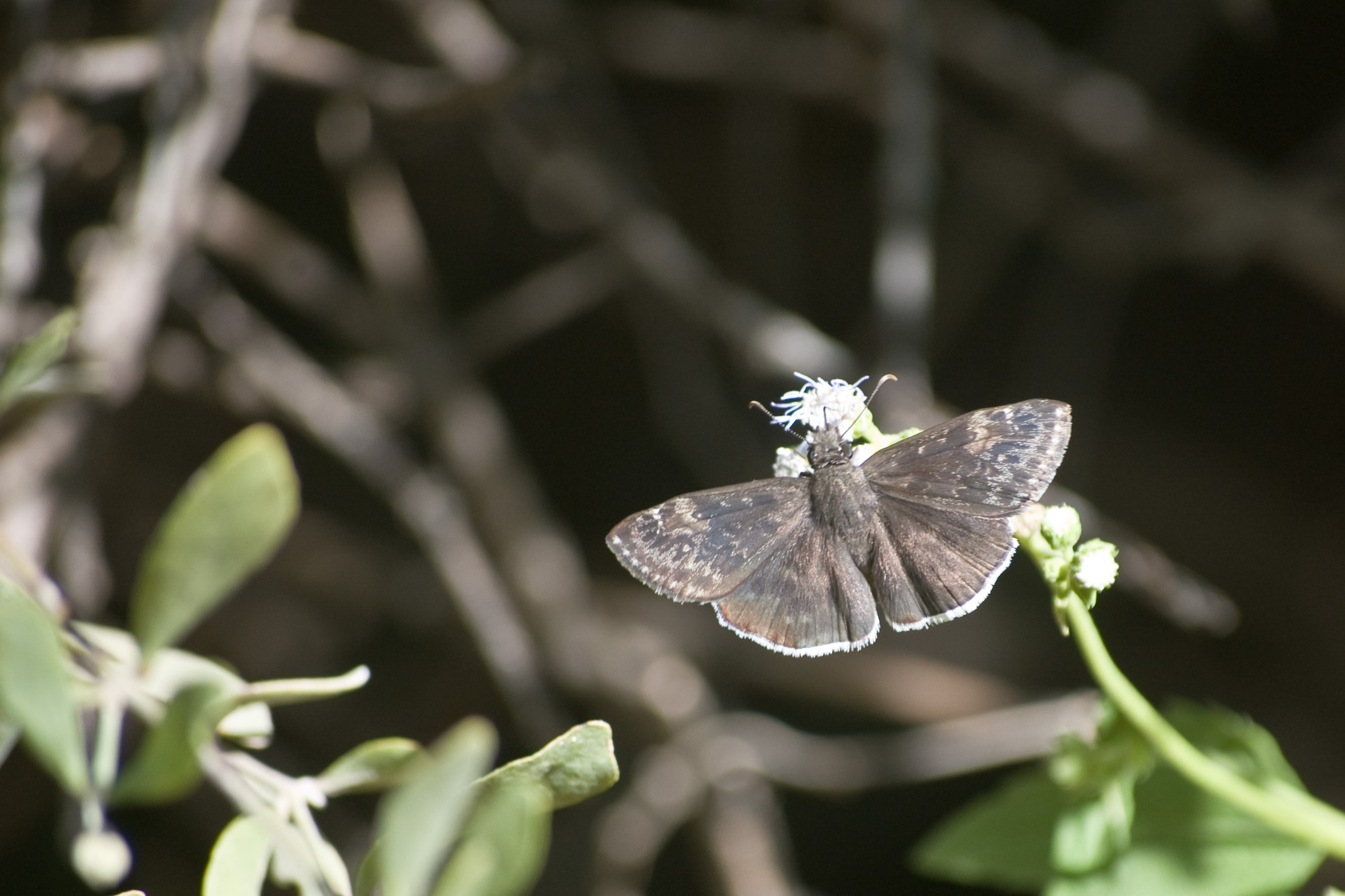

Sải cánh dài 34–45 mm. Con trưởng thành bay từ tháng 3 đến tháng 12. Có ba lứa một năm.
Ấu trùng ăn các loại đậu, bao gồm Robinia neomexicana, Medicago hispida, Lotus scoparius, Olneya tesota and vetch Vicia. Những con trưởng thành thì ăn mật hoa.

## Hình ảnh

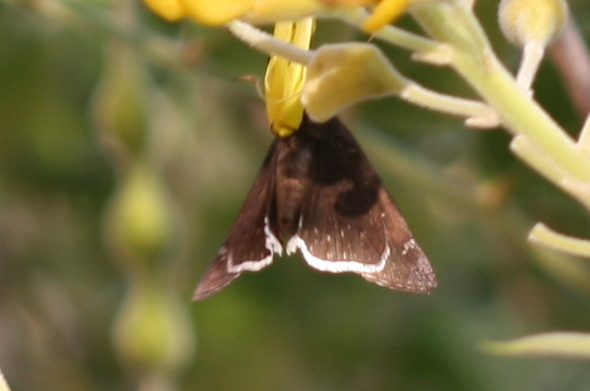